# Liste des présidents de la république du Texas
Les présidents du Texas dirigèrent la république du Texas de 1836 à 1845 ; ils sont quatre et leurs noms sont :
| Ordre       | Mandat                              | Président                 | Vice-président              |
| ----------- | ----------------------------------- | ------------------------- | --------------------------- |
| Intérimaire | 16 mars 1836 - 22 octobre 1836      | David G. Burnet (interim) | Lorenzo de Zavala (interim) |
| 1°          | 22 octobre 1836 - 10 décembre 1838  | Samuel Houston            | Mirabeau B. Lamar           |
| 2°          | 10 décembre 1838 - 13 décembre 1841 | Mirabeau B. Lamar         | David G. Burnet             |
| 3°          | 13 décembre 1841 - 9 décembre 1844  | Samuel Houston            | Edward Burleson             |
| 4°          | 9 décembre 1844 - 19 février 1846   | Anson Jones               | Kenneth L. Anderson         |